# Myriam El Khomri

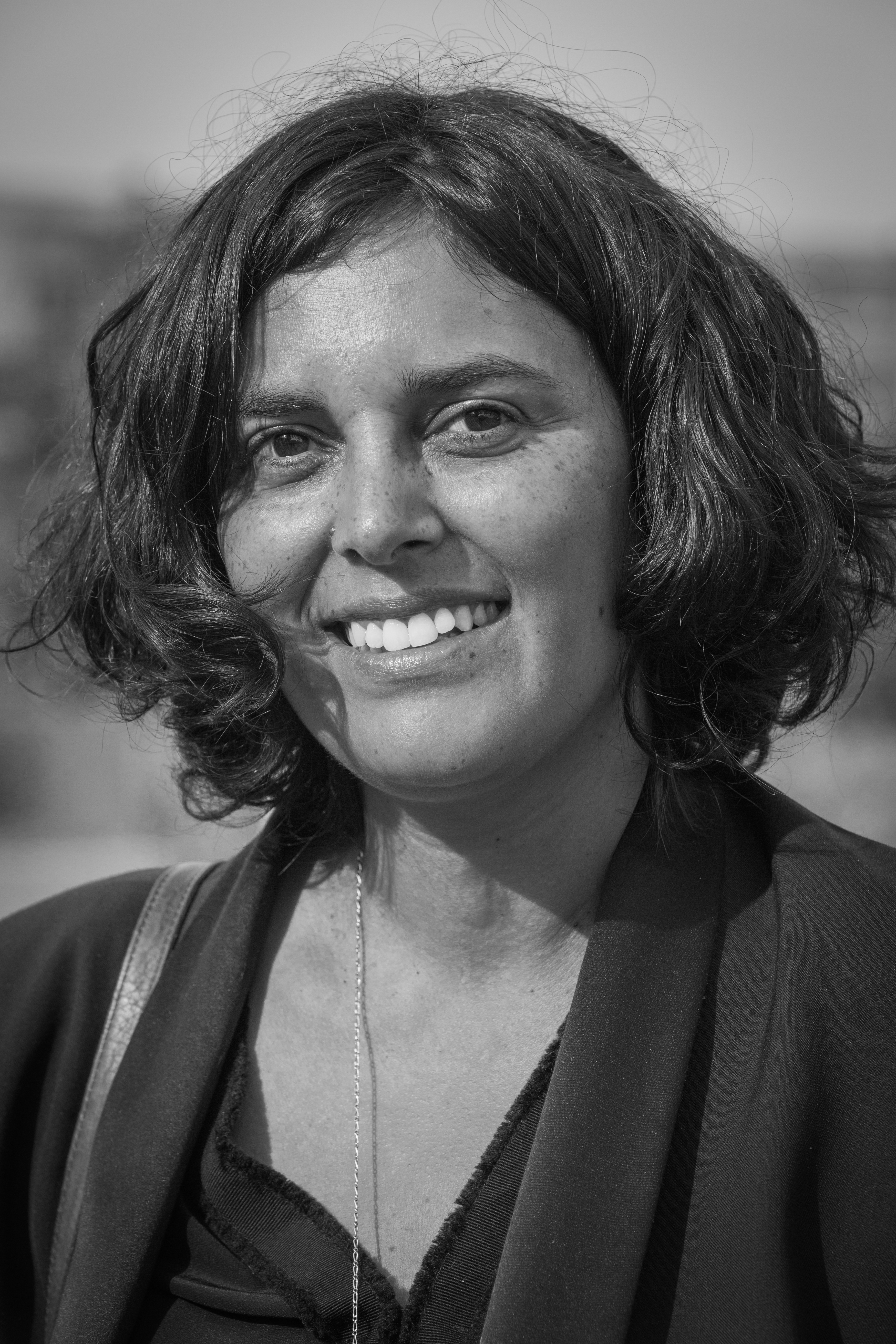
Myriam el Khomri (2014)

Myriam El Khomri (* 18. Februar 1978 in Rabat, Marokko) ist eine französische Politikerin der Parti Socialiste (PS) und war von September 2015 bis Mai 2017 Ministerin für Arbeit, Beschäftigung und sozialen Dialog. 

## Leben
Myriam El Khomri wurde in Rabat geboren und verbrachte ihre ersten Lebensjahre in Tanger, wo ihre Mutter als Lehrerin beschäftigt war. Ihr Vater ist gebürtiger Marokkaner, ihre Mutter stammt aus der Bretagne. Als sie neun Jahre alt war, kehrte ihre Mutter mit ihr nach Frankreich zurück, wo sie in der Umgebung von Bordeaux lebten.
El Khomri studierte an der Universität Montesquieu Bordeaux IV und Université Paris 1 Panthéon-Sorbonne in Paris öffentliches Recht. Ihr Studium schloss sie 2001 ab. Zum Abschluss ihres Studiums absolvierte sie ein Praktikum beim damaligen beigeordneten Minister für Städtebau Claude Bartolone. Ab 2001 war sie Mitarbeiterin der Bürgermeister des 18. Arrondissements von Paris, Annick Lepetit und Daniel Vaillant.
El Khomri ist verheiratet und hat zwei Töchter.

## Politische Karriere
Myriam El Khomri trat 2002, nach dem Einzug von Jean-Marie Le Pen in die zweite Runde der französischen Präsidentschaftswahlen, der Parti Socialiste bei. Ab 2012 gehörte sie dem Parteivorstand (bureau national) an und war ab Mai 2014 Sekretärin der PS für Fragen der Sicherheit.
2008 wurde El Khomri in den Pariser Stadtrat gewählt und unter Bürgermeister Bertrand Delanoë zunächst Beigeordnete für den Schutz von Kindern und Jugendlichen, ab 2011 dann für Sicherheit und Prävention. Nach dem Wechsel im Bürgermeisteramt zu Anne Hidalgo wurde ihr Aufgabengebiet um Stadtentwicklung und Integration erweitert. Für Hidalgo war sie auch Sprecherin der Wahlkampagne.
Am 26. August 2014 wurde El Khomri als Staatssekretärin für Stadtentwicklung in das Kabinett Valls II berufen; sie legte daraufhin ihre Funktionen in der Parti Socialiste und in der Pariser Stadtregierung nieder, ist aber weiterhin Mitglied des Pariser Stadtrats. Am 2. September 2015 wurde sie Ministerin für Arbeit, Beschäftigung und sozialen Dialog, als Nachfolgerin von François Rebsamen. Ihr oblag die Erarbeitung einer umfassenden Arbeitsgesetzgebung (loi El Khomri oder loi travail), die in Frankreich höchst umstritten war,. insbesondere, weil sie Abweichungen von allgemeinen Tarifverträgen und teilweise auch Arbeitsgesetzen durch Betriebsvereinbarungen ermöglicht. Die Regierung setzte das Gesetz durch eine Ausnahmeregelung der französischen Verfassung ohne Parlamentszustimmung in Kraft, nachdem sich abgezeichnet hatte, dass das Gesetz keine eigene Mehrheit der Regierungsfraktionen erzielen würde. Ein von Abweichlern der sozialistischen Fraktion angestrebtes Misstrauensvotum gegen die Regierung scheiterte lediglich an zwei Stimmen. Die Umstände der Gesetzgebung werden dabei stark an El Khomri persönlich festgemacht. Die Pariser Bürgermeisterin Anne Hidalgo wies mit Verweis darauf El Khomris Bewerbung um eine Parlamentskandidatur 2017 in Paris scharf zurück: Dies sei eine „sehr schlechte Idee“, da sich mit dem nach El Khomri benannten Gesetz „eine Traumatisierung“ verbinde, „die nicht mit dem zusammenpasst, was die Pariser von uns erwarten.“ Ihre Nachfolgerin im neuen Kabinett unter Präsident Emmanuel Macron ist seit dem 15. Mai 2017 Muriel Pénicaud.
Bei der Parlamentswahl im Juni 2017 scheiterte El Khomris Versuch, als Abgeordnete in das französische Parlament einzuziehen.